# ورشتی
ورشتی (به لاتین: Verești) یک سکونتگاه مسکونی در رومانی است که در شهرستان سوچاوا واقع شده‌است.

## خصوصیات
ورشتی ۷٬۱۰۹ نفر جمعیت دارد.